# 黒瀬真奈美
黒瀬 真奈美（くろせ まなみ、1991年12月25日 - ）は、日本の元女優、元歌手。本名同じ。
埼玉県出身。趣味は読書、作詞、音楽鑑賞、歌うこと、絵を描くこと。特技は習字、長距離走、阿波踊り（男踊り）。日本語文章能力検定5級、英語検定準2級。

## 略歴

### 生い立ち
- 3歳まで埼玉県飯能市、13歳まで徳島県吉野川市・鳴門市、中学卒業まで香川県高松市で過ごした。高松市立古高松中学校卒業[1]。

### 芸能活動
- 2006年1月9日、第6回東宝「シンデレラ」オーディションで3万7,443人の中からグランプリを受賞。同年、映画『ラフ ROUGH』で女優デビュー。
- 2006年12月 - 2007年12月、TOKYO FM DIGITAL RADIO 701『The Rooms』で同オーディション審査員特別賞の池澤あやか、増元裕子らとパーソナリティを務めた。
- 2007年6月、出演作『眉山』が第10回上海国際映画祭コンペティション部門に出品され、犬童一心、宮本信子らと上海で各イベントに参加。同作品は観客賞を受賞。
- 2007年7月、『花ざかりの君たちへ〜イケメン♂パラダイス〜』（フジテレビ）にレギュラー出演し、ドラマデビュー。
- 2008年8月13日、自身で作詞も手掛けた『オモイデ星/笑って』で歌手デビュー。映画『ハムナプトラ3 呪われた皇帝の秘宝』来日記者会見で同作日本語版イメージソングの「オモイデ星」を歌い、初ライブを行った。
- 2010年6月、所属事務所の東宝芸能より学業優先を理由に芸能活動を休止することが発表された[2][リンク切れ]。時期不明ながら、そのまま退所。
- 2019年6月14日　配信開始（本人曰く深夜だったので、ほぼ15日開始くらいの時間、配信サイトは不明）、日中は不動産会社に勤めながらライバーとしてNANA名義で活動再開
- 2021年3月1日　SHOWROOMに活動の場を移す、単発ドラマなどへの出演もあり
- 2023年　本年より、本名の黒瀬真奈美として活動開始

## エピソード
- 一般的な日本人より虹彩が明るい茶色なので、はじめて会う人からよく「ハーフですか?」と尋ねられるが、純日本人である[3]。
- 両利きである。元々は左利きで、幼いときに箸と鉛筆を使う手は両親に右利きに変えてもらったが、たまに左利きが出てしまうことがある[4]。
- 子供と動物（特に犬）が好きで、食べ物ではバナナが苦手。女優になれなかったら将来は保育士になりたかったという。実家では雑種犬を2匹飼っている。
- 2005年5月、母親がインターネットで東宝「シンデレラ」オーディションを知り、勧められたことがオーディションを受けるきっかけになった。決戦大会の特技披露ではkiroroの「ベストフレンド」を歌った。審査員特別賞の増元裕子とは地区予選の時に知り合い、友達になった[5]。
- 2007年3月に上京し都内の私立高校に入学。増元裕子と事務所の寮でルームシェアをしていた。

## 出演

### 映画
- ラフ ROUGH（2006年、東宝） - 東海林緑 役
- 眉山 - びざん - （2007年、東宝） - 河野咲子（14歳） 役
- 隠し砦の三悪人 THE LAST PRINCESS（2008年、東宝） - みつ 役
- Love is...Shine at 台湾（2009年、ユニバーサルミュージック） - 主演
- ジェネラル・ルージュの凱旋（2009年、東宝） - 亜希子（自殺願望の患者） 役

### テレビドラマ
- 花ざかりの君たちへ〜イケメン♂パラダイス〜（2007年7月 - 9月、フジテレビ系） - 今池こまり 役
- ハタチの恋人（2007年10月 - 12月、TBS系） - 井上理沙 役
- 太陽と海の教室（2008年7月 - 9月、フジテレビ系） - 貴林優奈 役
- 花ざかりの君たちへ〜イケメン♂パラダイス〜卒業式&7と1/2話スペシャル（2008年10月12日、フジテレビ系） - 今池こまり 役
- テレビ朝日開局50周年記念スペシャルドラマ「松本清張生誕100年特別企画『疑惑』」（2009年1月24日、テレビ朝日系） - 白川球磨子（中高生時代） 役

### テレビアニメ
- ヤッターマン 第24話「USAの選挙は大接戦だコロン!」（2008年9月8日、日本テレビ系） - 黒瀬先生 役

### ラジオ
- The Rooms（TOKYO FM デジタルラジオ 701ch、2006年 - 2007年） - パーソナリティー

### CM
- 中国電力（2006年4月 - ）
- シード「2week Fine α」シリーズ イメージキャラクター（2008年7月 - ）
- キミとのうた 〜コラボレーション〜（2008年9月、ユニバーサルミュージック）

### PV
- SHOWTA.「願い星」（2006年）
- 黒瀬真奈美「オモイデ星」（2008年）
- 黒瀬真奈美「笑って」（2008年）
- 黒瀬真奈美 with 12人のヴァイオリニスト「恋想曲（れんそうきょく）」（2008年）
- 黒瀬真奈美「Love is...Shine」（2009年）

## ディスコグラフィ

### シングル
- オモイデ星 / 笑って[6]（2008年8月13日、ユニバーサルJ） - 両A面シングル
- 恋想曲（れんそうきょく）[7]（2008年9月10日、ユニバーサルJ） - 「黒瀬真奈美 with 12人のヴァイオリニスト」名義
- Love is...Shine / 卒業[8]（2009年3月11日、ユニバーサルJ）

### アルバム
- 16才[9]（2009年3月25日、ユニバーサルJ）

### コンピレーション・アルバム
- アニメ「ヤッターマン」ソング・ブック（2008年12月24日、ユニバーサルJ） - 恋想曲（れんそうきょく）を収録。
- 恋極星 〜オリジナル・コンピレーション・アルバム〜（2009年1月14日、ユニバーサルJ） - 「Love is...Shine」を収録。
- 12人のヴァイオリニスト「i Meets...」（2009年3月25日、ユニバーサルJ） - 恋想曲（れんそうきょく）<『i Meets...』変奏曲>を収録。

### DVD
- スケッチブック・オブ・ラフ 長澤まさみ×速水もこみち 映画『ラフ』ナビゲートDVD（2006年、東宝） - 出演・ナレーション
- 黒瀬真奈美 Crescendo クレシェンド[10]（2008年2月29日、ぶんか社）
- First! 〜short movie and video clips〜[11]（2009年3月25日、ユニバーサルJ）

## 書籍

### 写真集
- 第6回東宝「シンデレラ」写真集「with..」（2008年、ぶんか社 ISBN 978-4821126897） - 第6回東宝「シンデレラ」3人の写真集